# إدواردو كابستين
إدواردو كابستين (بالإسبانية: Eduardo Kapstein) وُلد في 28 مارس 1914 في سانتياغو وتوفي عام 1997، هو لاعب كرة سلة تشيلي. مثّل منتخب بلاده. شارك في دورة الألعاب الأولمبية الصيفية سنة 1936 وسنة 1948.

## روابط خارجية
- إدواردو كابستين على موقع الاتحاد الدولي لكرة السلة (الإنجليزية)
- إدواردو كابستين على موقع سبورتس رفرنس (الإنجليزية)
- إدواردو كابستين على موقع أوليمبيديا (الإنجليزية)